# أهلية دونالد ترامب للرئاسة
كانت أهلية دونالد ترمب للترشح للانتخابات الرئاسة الأمريكية 2024 موضوعًا للخلاف بسبب تورطه في هجوم 6 يناير على مبنى الكابيتول الأمريكي، وذلك عبر «بند التمرد» في التعديل الرابع عشر لدستور الولايات المتحدة، والذي يمنع المتمردين ضد الولايات المتحدة من تولي المناصب إذا كانوا قد أدوا اليمين سابقًا للدستور. حكمت المحاكم أو الدوائر الرسمية في ثلاث ولايات، كولورادو، مين، وإلينوي، بأن ترمب ممنوع من الظهور على بطاقات الاقتراع الرئاسية. إلا أنه في قضية ترمب ضد أندرسون (2024)، ألغت المحكمة العليا الحكم في كولورادو على أساس أن الولايات لا يمكنها تنفيذ بند التمرد ضد المسؤولين المنتخبين فيدراليًا.
في ديسمبر 2023، قضت المحكمة العليا في كولورادو في قضية أندرسون ضد جريسوولد بأن ترمب قد شارك في تمرد وكان غير مؤهل لتولي منصب الرئيس، وأمرت بإزالته من بطاقات الاقتراع في الانتخابات التمهيدية للولاية نتيجة لذلك. لاحقًا في نفس الشهر، حكمت وزيرة خارجية ولاية مين شينا بيلوز أيضًا أن ترمب شارك في تمرد وبالتالي كان غير مؤهل للتواجد على بطاقة الاقتراع في الانتخابات التمهيدية للولاية. في فبراير 2024، حكم قاضٍ في إلينوي بأن ترمب غير مؤهل للوصول إلى بطاقات الاقتراع في الولاية. ألغت المحكمة العليا للولايات المتحدة قرارات الولايات الثلاث بالإجماع. في السابق، حكمت المحكمة العليا في مينيسوتا ومحكمة الاستئناف في ميشيغان بأن أهلية الرئاسة لا تطبقها محاكم ولاياتهم على الانتخابات التمهيدية، لكنها لم تصدر حكمًا يخص الانتخابات التمهيدية. بحلول يناير 2024، قُدمت تحديات رسمية لأهلية ترمب في ما لا يقل عن 34 ولاية.
في 5 يناير 2024، منحت المحكمة العليا أمرًا قضائيًا بمراجعة طعن ترمب على حكم المحكمة العليا في كولورادو في قضية أندرسون ضد جريسوولد، واستمعت إلى المرافعات الشفوية في 8 فبراير. في 4 مارس 2024، أصدرت المحكمة العليا حكمًا بإجماع الآراء يقضي بإلغاء قرار المحكمة العليا في كولورادو، وحكمت بأن الولايات ليس لديها سلطة إزالة ترمب من بطاقات الاقتراع الخاصة بها.
جادل العديد من المعلقين أيضًا لصالح استبعاد ترمب بسبب التدهور الديمقراطي، وكذلك مفارقة التسامح، بحجة أنه لا ينبغي للناخبين أن يكونوا قادرين على انتخاب دونالد ترمب، الذي يرونه تهديدًا للجمهورية. بينما يرى معلقون آخرون أن إزالة ترمب من بطاقة الاقتراع يشكل تراجعًا ديمقراطيًا.
حصلت كثير من حوادث استقاء المعلومات الشخصية، ومحاولات للإبلاغ الكاذب عن حالات طوارئ، والتهديدات بالعنف ضد السياسيين الذين حاولوا إزالة ترمب من بطاقة الاقتراع. في 29 ديسمبر 2023، تعرضت الوزيرة بيلوز لمحاولة إبلاغ كاذب عن حالة طوارئ. تعتبر هذه الحوادث جزءًا من موجة أوسع من الهجمات الكاذبة.

## خلفية
في أعقاب الحرب الأهلية الأمريكية، صدر التعديل الرابع عشر. يحظر القسم 3 من هذا التعديل على أي شخص تولي منصب عام إذا كان قد أدى اليمين سابقًا للدستور، ثم «شارك في تمرد أو عصيان ضد [الولايات المتحدة]، أو قدم المساعدة أو الدعم لأعدائها». النص الكامل لهذا القسم هو:
القسم 3. لا يجوز لأي شخص أن يكون عضوًا في مجلس الشيوخ أو ممثلًا في الكونغرس، أو ناخبًا للرئيس ونائب الرئيس، أو يشغل أي منصب، مدنيًا أو عسكريًا، تحت سلطة الولايات المتحدة أو تحت سلطة أي ولاية، إذا كان قد أدى اليمين سابقًا، كعضو في الكونغرس، أو كضابط في الولايات المتحدة، أو كعضو في أي هيئة تشريعية للولاية، أو كضابط تنفيذي أو قضائي في أي ولاية، لدعم دستور الولايات المتحدة، ثم شارك في تمرد أو عصيان ضدها، أو قدم المساعدة أو الدعم لأعدائها. لكن يمكن للكونغرس، بتصويت ثلثي كل مجلس، إزالة هذا العائق.
يستشهد بعض المعارضين بدور ترمب في هجوم 6 يناير على مبنى الكابيتول الأمريكي كسبب لاستبعاده من السعي لتولي منصب عام. يمكن لولاية أخرى تحديد أن ترمب غير مؤهل بموجب القسم 3 من الظهور على بطاقة الاقتراع في تلك الولاية. يمكن لترمب الطعن في المحكمة ضد أي استبعاد من قبل الكونغرس أو من قبل ولاية. بالإضافة إلى الإجراءات التشريعية على مستوى الولاية أو الفيدرالية، يمكن رفع دعوى قضائية ضد ترمب تسعى إلى استبعاده بموجب القسم 3. يوفر التعديل الرابع عشر نفسه طريقًا للكونغرس للسماح لمثل هذا المرشح بالترشح، لكن هذا يتطلب تصويت ثلثي كل مجلس لإزالة هذا العائق.

### العزل الثاني لدونالد ترمب
10 يناير 2021، طلبت نانسي بيلوسي، رئيسة مجلس النواب، رسميًا آراء النواب حول ما إذا كان ينبغي متابعة استبعاد الرئيس المنتهية ولايته دونالد ترمب بموجب القسم 3 بسبب دوره في هجوم 6 يناير على مبنى الكابيتول. في 13 يناير 2021، صوتت أغلبية مجلس النواب (232-197) لعزل ترمب بتهمة «التحريض على التمرد». في محاكمة العزل في مجلس الشيوخ، صوتت أغلبية مجلس الشيوخ (57-43) في 13 فبراير 2021 على أنه مذنب، لكن هذا لم يصل إلى أغلبية الثلثين المطلوبة لإدانته.

### العمل اللاحق للكونغرس
في 1 يوليو 2021، تشكلت لجنة اختيارية في مجلس النواب الأمريكي للتحقيق في هجوم 6 يناير على مبنى الكابيتول الأمريكي. على مدار أكثر من عام ونصف، أجرت اللجنة مقابلات مع أكثر من ألف شخص، وراجعت أكثر من مليون وثيقة، وعقدت جلسات استماع علنية. في 5 أغسطس 2021، في مشروع قانون أقره الكونغرس الأمريكي السابع عشر ووقعه الرئيس جو بايدن ليصبح قانونًا، والذي منح أربع ميداليات ذهبية للكونغرس لشرطة الكابيتول الأمريكية، وإدارة شرطة العاصمة في مقاطعة كولومبيا، واثنين من ضباط شرطة الكابيتول الأمريكي الذين حموا مبنى الكابيتول خلال هجوم 6 يناير، جاء في القسم الأول من هذا القانون أن «في 6 يناير 2021، شق حشد من المتمردين طريقهم إلى مبنى الكابيتول الأمريكي ومباني مكاتب الكونغرس وشاركوا في أعمال التخريب والنهب وهاجموا ضباط شرطة الكابيتول بعنف». مر مشروع القانون بأغلبية ساحقة، بما في ذلك دعم 188 من الجمهوريين في مجلس النواب، إذ صوت 21 فقط ضده. في 15 ديسمبر 2022، قدم الديمقراطيون في مجلس النواب مشروع قانون يثبت أن ترمب غير مؤهل لتولي منصب الرئاسة بموجب القسم 3، لكنه لم يتقدم. في 22 ديسمبر، نشرت لجنة اختيار 6 يناير في مجلس النواب تقريرها النهائي المكون من 845 صفحة. يذكر التقرير النهائي أن النتائج المركزية الـ17 للجنة كانت كما يلي:
1. من ليلة الانتخابات واستمرارًا حتى 6 يناير وبعد ذلك، نشر دونالد ترمب عمدًا ادعاءات كاذبة عن وجود تزوير متعلق بالانتخابات الرئاسية لعام 2020 بهدف دعم جهوده لقلب نتائج الانتخابات ولغرض جمع التبرعات. أثارت هذه الادعاءات الكاذبة أنصاره للعنف في 6 يناير.
2. مع علمه بأنه هو وأنصاره بخسارتهم العشرات من الدعاوى الانتخابية، ورغم أن كبار مستشاريه نفوا ادعاءاته بتزوير الانتخابات وحثوه على قبول خسارته الانتخابية، رفض دونالد ترمب قبول النتيجة القانونية لانتخابات 2020. بدلًا من احترام التزامه الدستوري بموجب المادة الثانية، القسم الثالث، «توخي تنفيذ القوانين بأمانة»، خطط الرئيس ترمب لقلب نتيجة الانتخابات.
3. رغم معرفته بأن مثل هذا العمل سيكون غير قانوني، وأنه لا توجد ولاية قد قدمت أو ستقدم قائمة انتخابية معدلة، ضغط دونالد ترمب على نائب الرئيس مايك بنس ليرفض احتساب الأصوات الانتخابية خلال الجلسة المشتركة للكونغرس في 6 يناير.
4. سعى دونالد ترمب إلى إفساد وزارة العدل الأمريكية من خلال محاولة تجنيد مسؤولي الوزارة للإدلاء بتصريحات كاذبة عمدًا، وبذلك دعم جهوده لقلب نتيجة الانتخابات الرئاسية. بعد فشل هذه المحاولة، عرض دونالد ترمب منصب النائب العام بالإنابة على جيف كلارك مع علمه بأن كلارك يعتزم نشر معلومات كاذبة تهدف إلى قلب نتيجة الانتخابات.
5. دون أي أساس من الأدلة وبما يتعارض مع القانونين الفيدرالي والولائي، ضغط دونالد ترمب خلافًا للقانون على المسؤولين والمشرعين في الولايات لتغيير نتائج الانتخابات في ولاياتهم.
6. أشرف دونالد ترمب على جهد للحصول على شهادات انتخابية زائفة ونقلها إلى الكونغرس والأرشيف الوطني.
7. ضغط دونالد ترمب على أعضاء الكونغرس للاعتراض على قوائم الناخبين الصالحة من عدة ولايات.
8. أكّد ترمب عمدًا معلومات كاذبة تقدمت في المحكمة الفيدرالية.